# جاي ساندرز
جاي ساندرز (بالإنجليزية: Jay O. Sanders)‏ (و. 1953 – م) هو ممثل، وممثل مسرحي، وممثل تلفزيوني، من الولايات المتحدة الأمريكية، ولد في أوستن، تكساس.

## التعليم
تعلم في الجامعة الحكومية في نيويورك في بيرتشايس.

## وصلات خارجية
- جاي ساندرز على موقع IMDb (الإنجليزية)
- جاي ساندرز على موقع ألو سيني (الفرنسية)
- جاي ساندرز على موقع ميوزك برينز (الإنجليزية)
- جاي ساندرز على موقع أول موفي (الإنجليزية)
- جاي ساندرز على موقع قاعدة بيانات برودواي على الإنترنت (الإنجليزية)
- جاي ساندرز على موقع قاعدة بيانات الأفلام السويدية (السويدية)
- جاي ساندرز على موقع إن إن دي بي (الإنجليزية)
- جاي ساندرز على موقع قاعدة بيانات الفيلم (الإنجليزية)
- جاي ساندرز على موقع كينوبويسك (الروسية)